# جزيرة صيل روبا (ميدي)

تعديل مصدري - تعديل

جزيرة صيل روبا هي إحدى جزر مديرية ميدي التابعة لمحافظة حجة.